# Glaukokerinit
Glaukokerinit (auch Kupferzinktonerdesulfat) ist ein selten vorkommendes Mineral aus der Mineralklasse der „Sulfate (und Verwandte)“ mit der allgemeinen chemischen Zusammensetzung (Zn1-xAlx)(SO4)x/2(OH)2·nH2O (x < 0,5, n > 3x/2) und damit ein wasserhaltiges Zink-Aluminium-Sulfat mit zusätzlichen Hydroxidionen.
Glaukokerinit kristallisiert im trigonalen Kristallsystem, entwickelt aber nur mikroskopisch kleine Kristalle und findet sich meist in Form von himmelblau bis blaugrün gebänderten, traubigen Krusten mit auseinander driftender, radialfaseriger bis tafeliger Struktur und wachsähnlichem Glanz auf den Oberflächen. Auch seine Härte wird als wachsweich beschrieben, das heißt, er lässt sich ähnlich wie das Referenzmineral Talk für Mohshärte 1 mit dem Fingernagel schaben. Auffällig ist, dass die Färbung an der Oberfläche der traubigen Lagen stets am intensivsten ist und im Inneren in Weiß übergeht. Durch Verunreinigungen kann die Farbe auch ins Graue oder Bräunliche übergehen.

## Etymologie und Geschichte
Entdeckt wurde Glaukokerinit auf verschiedenen Mineralproben aus Lavrio (Laurion), die das Naturhistorische Museum Wien in den Jahren 1892 und 1893 von Frau Cl. Grenié erworben hatte. Emil Dittler (1882–1945) und Rudolph Ignatz Koechlin (1862–1939) beschrieben das Mineral 1932 und benannten es aufgrund seiner Farbe und seiner wachsartigen Konsistenz nach den altgriechischen Worten γλαυκός [glaukós] mit der nachhomerischen Bedeutung „glänzend“, „blau-grün“ bzw. „blau-grau“ und κήρινος [kérinos] für Wachs.

## Klassifikation
In der letztmalig 1977 aktualisierten 8. Auflage der Mineralsystematik nach Strunz gehörte der Glaukokerinit zur Mineralklasse der „Sulfate, Chromate, Molybdate und Wolframate“ (einschließlich einiger Selenate und Tellurate) und dort zur Abteilung „Wasserhaltige Sulfate mit fremden Anionen“, wo er gemeinsam mit Aluminit, Chalkoalumit, Cyanotrichit, Felsőbányait, Hydrobasaluminit, Meta-aluminit, Minasragrit, Spangolith und Zinkaluminit in der „Aluminit-Cyanotrichit-Gruppe“ mit der Systemnummer VI/D.03 steht.
In der zuletzt 2018 überarbeiteten Lapis-Systematik nach Stefan Weiß, die formal auf der alten Systematik von Karl Hugo Strunz in der 8. Auflage basiert, erhielt das Mineral die System- und Mineralnummer VI/D.08-110. Dies entspricht ebenfalls der Abteilung „Wasserhaltige Sulfate, mit fremden Anionen“, wo Glaukokerinit zusammen mit Bechererit, Camérolait, Carbonatcyanotrichit, Carrboydit, Chalkoalumit, Cyanotrichit, Hydrombobomkulit, Hydrowoodwardit, Kyrgyzstanit, Mbobomkulit, Nickelalumit, Spangolith und Woodwardit eine unbenannte Gruppe mit der Systemnummer VI/D.08 bildet.
Auch die von der International Mineralogical Association (IMA) zuletzt 2009 aktualisierte 9. Auflage der Strunz’schen Mineralsystematik ordnet den Glaukokerinit in die Klasse der „Sulfate (einschließlich Selenate, Tellurate, Chromate, Molybdate und Wolframate)“ und dort in die Abteilung „Sulfate (Selenate usw.) mit zusätzlichen Anionen, mit H2O“ ein. Diese ist allerdings weiter unterteilt nach der relativen Größe der beteiligten Kationen und der Kristallstruktur. Hier ist das Mineral entsprechend seiner Zusammensetzung und seinem Aufbau in der Unterabteilung „Mit ausschließlich mittelgroßen Kationen; Lagen von kantenverknüpften Oktaedern“ zu finden, wo es zusammen mit Carrboydit, Honessit, Hydrohonessit, Hydrowoodwardit, Motukoreait, Mountkeithit, Natroglaukokerinit, Nikischerit, Shigait, Wermlandit, Woodwardit, Zinkaluminit und Zincowoodwardit sowie den bisher anerkannten CO3-SO4-Hydrotalcit-18.5Å, SO4-Hydrotalcit-8.8Å und SO4-Hydrotalcit-11Å die „Woodwarditgruppe“ mit der Systemnummer 7.DD.35 bildet.
In der vorwiegend im englischen Sprachraum gebräuchlichen Systematik der Minerale nach Dana hat Glaukokerinit die System- und Mineralnummer 31.04.08.01. Das entspricht ebenfalls der Klasse der „Sulfate, Chromate und Molybdate“ und dort der Abteilung „Wasserhaltige Sulfate mit Hydroxyl oder Halogen“. Hier findet er sich innerhalb der Unterabteilung „Wasserhaltige Sulfate mit Hydroxyl oder Halogen mit (A+B2+)4(XO4)Zq × x(H2O)“ in einer unbenannten Gruppe mit der Systemnummer 31.04.08, in der auch Natroglaukokerinit eingeordnet ist.

## Kristallstruktur
Glaukokerinit kristallisiert trigonal in der Raumgruppe R3m (Raumgruppen-Nr. 166) mit den Gitterparametern a = 3,06 Å und c = 32,65 Å sowie 1/3 Formeleinheiten pro Elementarzelle.

## Bildung und Fundorte

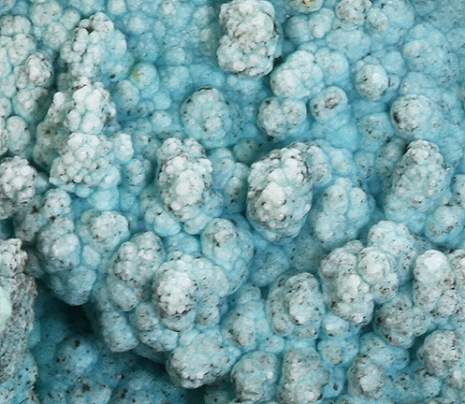
Gleiches Glaukonitaggregat wie in der Tabelle an anderer Stelle fotografiert. Die grauen Flecken sind Verunreinigungen

Glaukokerinit bildet sich als seltenes Sekundärmineral in Kupfer-Zink-Sulfidlagerstätten. Als Begleitminerale treten weitere Sulfatminerale wie Ktenasit, Serpierit und Gips, aber auch unter anderem Sulfide wie Galenit, Pyrit und Sphalerit sowie Fluorit, Adamin, Azurit und Malachit, Calcit, Smithsonit und das Brauneisenerz Limonit.
Als seltene Mineralbildung konnte Glaukokerinit bisher nur an wenigen Orten nachgewiesen werden, wobei weltweit bisher rund 20 Vorkommen dokumentiert sind (Stand 2024). An seiner Typlokalität Lavrio kann das Mineral in verschiedenen Bergwerken bzw. auf Abraum- und Schlackehalden um Agios Konstantinos und Sounion gefunden werden. Bekannt aufgrund außergewöhnlich reichhaltiger Glaukokerinit-Aggregate ist hier vor allem die „Serpieri-Mine“.
In Deutschland trat das Mineral bisher unter anderem auf den Schlackehalden der Juliushütte in Niedersachsen sowie der Bleihütte Binsfeldhammer und der Zinkhütte Münsterbusch in Nordrhein-Westfalen, bei Kropfmühl im Bayerischen Wald, in der Grube Friedrichssegen in Rheinland-Pfalz sowie in der zu den Feengrotten gehörenden Grube „Jeremias Glück“ im thüringischen Saalfeld auf.
Der einzige bisher bekannte Fundort in Österreich ist Viehhofen im Salzburger Land.
Weitere bisher bekannte Fundorte sind Le Penay im Vallée de la Tarentaise in Frankreich, die Gruben „Skyttemyr“ bei Froland (Aust-Agder) und „Birkeland“ bei Sauda (Rogaland) in Norwegen sowie die „Maid of Sunshine Mine“ in den Dragoon Mountains im Cochise County (Arizona) in den USA.